# Sefapanosaurus
Sefapanosaurus (v sesothštině „křížový ještěr“) byl rod sauropodomorfního dinosaura, žijícího v období rané jury na území dnešní Jihoafrické republiky. Tento taxon představuje jakýsi vývojový přechod mezi primitivními sauropodomorfy a prvními pravými sauropody.

## Historie
Fosilie tohoto plazopánvého dinosaura, žijícího v období nejranější spodní jury (stupně hettang až sinemur, asi před 201 až 191 miliony let), byly objeveny na území Jihoafrické republiky (oblast Zastron - odtud druhové jméno), asi 30 kilometrů daleko od hranic s Lesothem. Zkameněliny několika jedinců byly objeveny již ve 30. letech 20. století v sedimentech souvrství Elliot, dlouho pak byly součástí sbírek Witswatersrandské univerzity v Johannesburgu. Po prvním výzkumu v nedávné minulosti byly zpočátku považovány za fosilie rodu Aardonyx. Teprve v roce 2015 však byla rozeznána jejich odlišná taxonomická identita a byly formálně popsány jako nový rod a druh Sefapanosaurus zastronensis. Jeho blízkým vývojovým příbuzným mohl být rod Antetonitrus.

## Paleobiologie
Výzkum fosilií tohoto dinosaura prokázal, že rostl velmi rychle (jeho růst procházel tzv. rapidní fází). Jedná se o první doklad rychlé fáze růstu u takto vývojově primitivního sauropodomorfa (podobně jako u druhu Aardonyx celestae).